# Cambronne-lès-Ribécourt
Cambronne-lès-Ribécourt é uma comuna francesa na região administrativa de Altos da França, no departamento de Oise. Estende-se por uma área de 6,93 km². Em 2010 a comuna tinha 1 989 habitantes (densidade: 287 hab./km²).